# Huahine-Kuckuckstaube
Die Huahine-Kuckuckstaube (Macropygia arevarevauupa) ist eine ausgestorbene Taubenart aus der Gattung der Kuckuckstauben (Macropygia). Sie ist nur von einem Tibiotarsus mit fehlenden Gelenkwalzen (Condylus medialis) bekannt, der 1985 vom Anthropologen Yosihiko H. Sinoto in der archäologischen Lagerstätte Faʻahia auf Huahine in den Gesellschaftsinseln zu Tage gefördert wurde. Das Alter des subfossilen Knochens wird auf 750 bis 1250 Jahre datiert.
Der Länge des Tibiotarsus nach zu urteilen, repräsentierte die Huahine-Kuckuckstaube die größte Art der Kuckuckstauben. Sie hatte lange schlanke Beine, was darauf hindeutet, dass sie überwiegend am Boden lebte. Ob sie flugfähig oder flugunfähig war, kann erst festgestellt werden, wenn neues Knochenmaterial bekannt wird. Wie ihre Verwandte auf den Marquesas – Macropygia heana – wurde sie vermutlich ein Jagdopfer der frühen polynesischen Siedler und deren eingeschleppter Säugetiere.